# 地质考古学

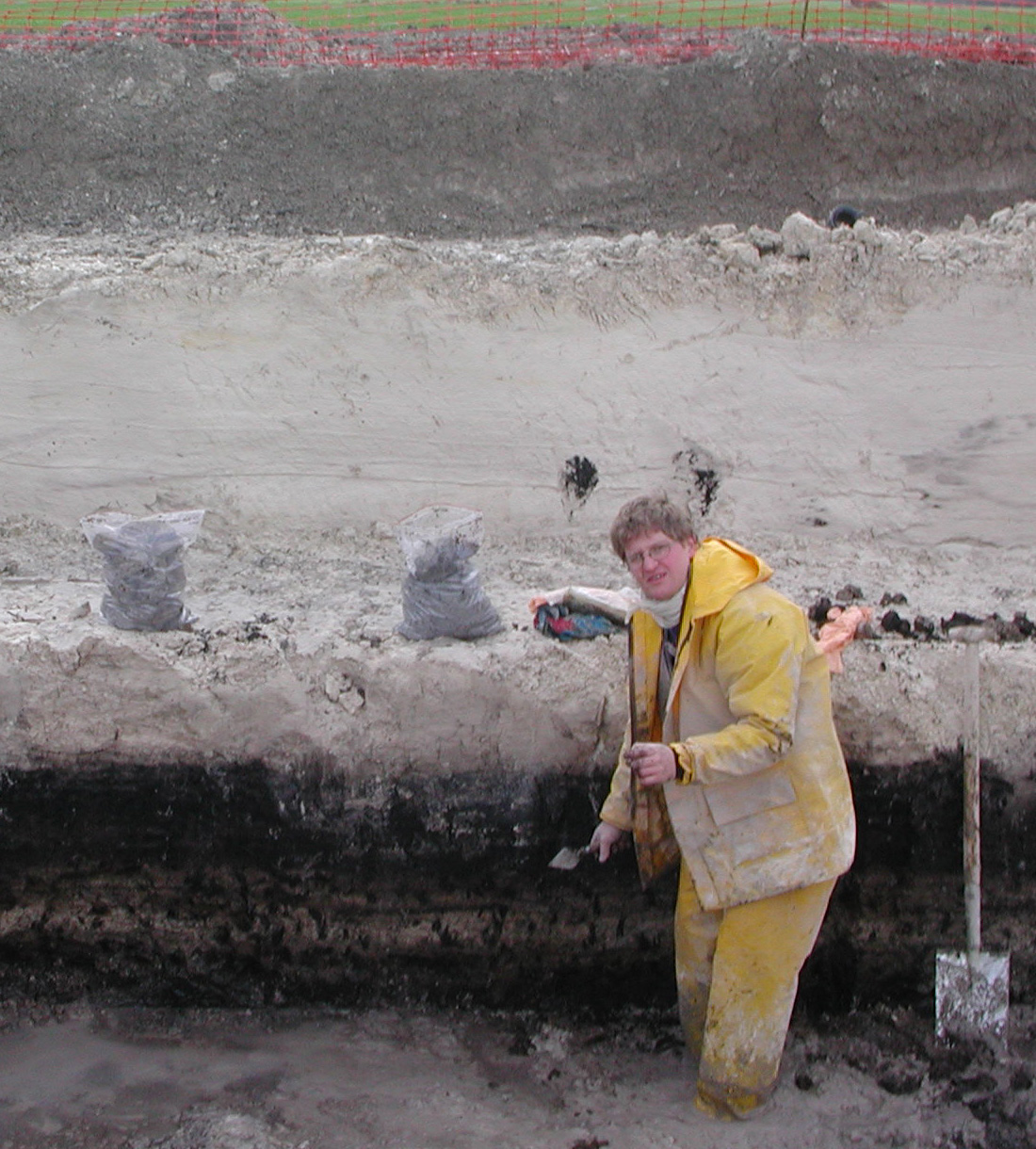
一位地质考古学家正在分析法国高速铁路东线的地层结构。

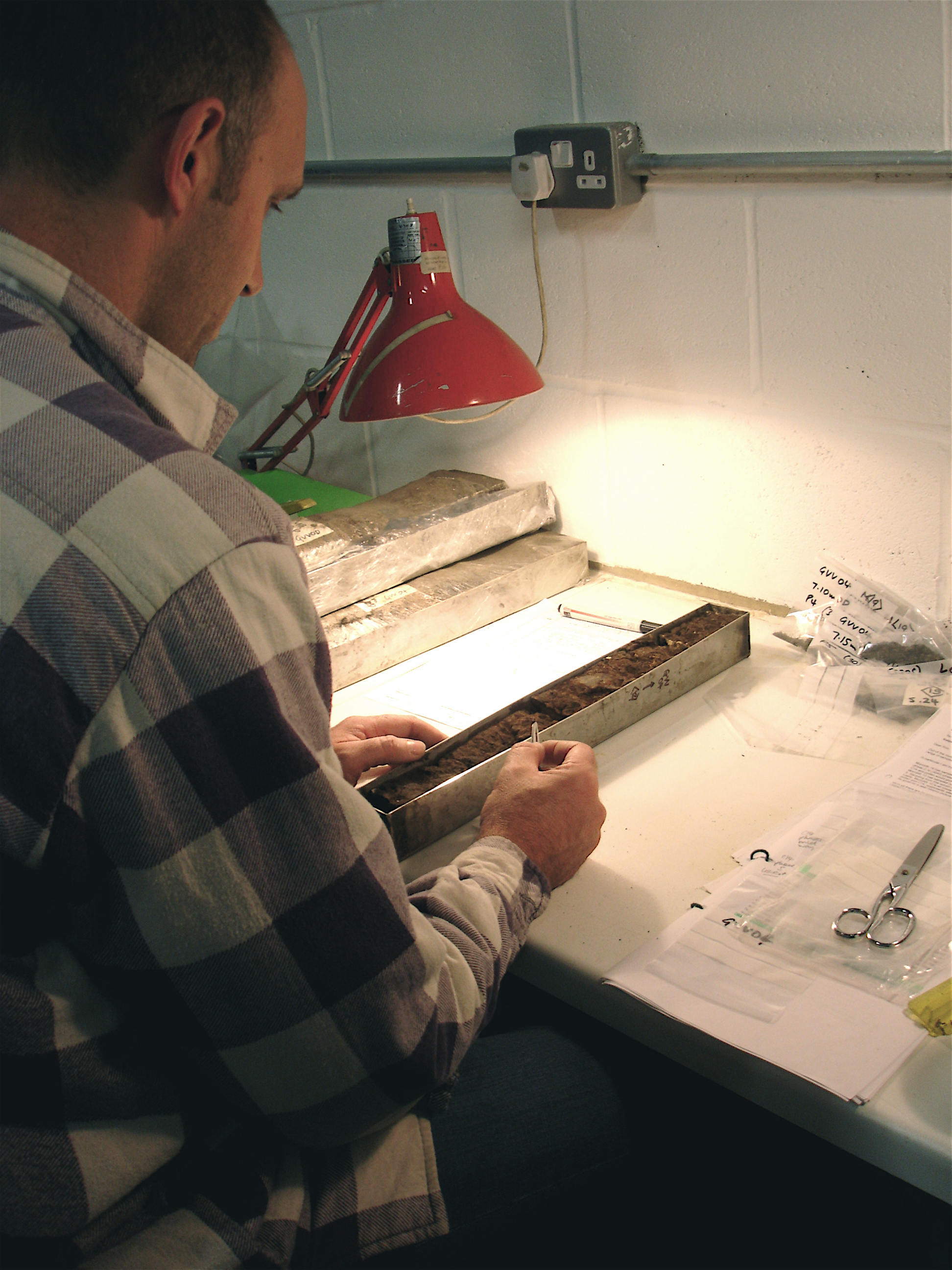
地质考古学家正在研究柱状样本

地质考古学（Geoarchaeology）是一门应用地理、地质、地球物理学和其他地球科学等多学科技术和理论来验证所获得考古结果及观点的科学。地质考古学家的工作常涉及对土壤、沉积物以及其他地理概念的研究，并综合使用人文社会科学、地球科学、计算机制图、地理信息系统和数字地面模型等技术。地质考古学对社会很重要，它可让考古学家了解被埋遗址和文物上的土壤、沉积物及岩石等地貌情况。通过地质考古手段，科学家们可定位古代城市和文物，并根据土壤性质估算出形成年代。地质考古学被认为是环境考古学的一个分支领域，因为人类活动可能改变了土壤，但考古学家能够研究并重建过去的景观和环境。

## 应用的技术

### 柱状取样
柱状取样是一种从剖面中采集样本的技术，用于分析和检测剖面下的埋藏过程。狭窄的金属筒被成排地锤入剖面层，以收集完整的剖面图以供研究。如果需要多根锡筒，则将它们偏移排列并向一侧重叠，以便在实验室条件下模拟完整的地层结构。

### 灼烧减重测试
土壤有机质含量的灼烧减重测试是一种测量土壤样本中有机物含量的技术，通过柱状取样，对从剖面中已知位置采集的样本进行称重，然后放入高温烤箱中烧掉有机物。再次称量灼烧后的样品，所减少的重量就是特定剖面层有机物含量的指标，这些读数通常用于检测被埋藏的土壤层位。在剖面中可能看不到被埋藏的土壤地平线，而该地平线可能就代表了古代居住层。古代地表，尤其是史前时期的地表可能很难辨认，因此这项技术对于评估一个地区的史前地表和考古潜力非常有用。在进行对比测量中，如剖面中某些点的有机物含量突然上升，再结合其他指标，则就提供了被埋藏表面的有力证据。

### 近地表地球物理勘探
地球物理考古勘探方法用于非破坏性地勘探和调查可能具有考古价值的地下结构，常用的方法有：
- 磁强计；
- 探地雷达；
- 接地电阻测量；
- 电磁感应测量(包括金属探测和磁化率测量)；
- 水下考古中的声纳(侧扫、单波束或多波束声纳、沉积物声纳)。

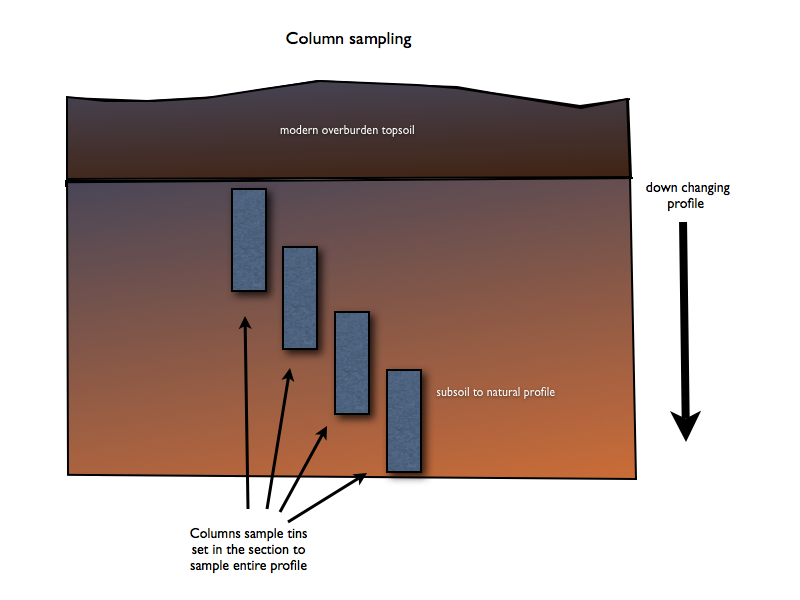
土壤剖面的偏移柱采样

不太常用的地球物理考古勘探方法有：
- 反射或折射地震测量；
- 重力测量；
- 热成像。

### 磁化率分析
材料磁化率是衡量其被外部磁场磁化的能力(迪林，1999年)。土壤磁化率反映了磁性氧化铁矿物如磁赤铁矿的存在，但仅靠土壤中含有大量的铁并不意味着它就具有高磁化率，铁的磁性形式可通过燃烧和发生在表土层及厌氧沉积物中的微生物活动形成，磁性铁化合物也可在火成岩和变质岩中找到。
铁与燃烧之间的关系意味着磁化率通常被用于：
- 现场勘查，在挖掘前确定具有考古潜力的区域；
- 识别炉床区域和沉积物中存在的燃烧残留物[2]；
- 解释变红区域是由于燃烧还是其他自然作用过程，如潜育(涝渍)所形成。

土壤形成和磁化率之间的关系意味着它还可用于：      
- 识别沉积层序中被掩埋的土壤；
- 识别泥炭、湖泊沉积物中再沉积的土壤物质。

### 分光光度法测定磷酸盐和正磷酸盐含量
非天然土壤中的磷酸盐来源于人、动物、垃圾和骨头，每年每百人约排泄出62公斤的磷酸盐，垃圾中的磷酸盐含量也差不多，而他们的动物则排泄得更多。人体内约含有650克PO4(骨骼占到80%约500克)，这导致墓地里的磷酸盐水平较高。大多数磷酸盐都会很快“吸附在”粘土中并牢牢“固定住”，持续时间可长达数千年。对于1公顷的土地，这相当于大约每年150千克的PO4}，大部分土壤中约已存在该量的0.5%到10%。因此，人类的占居会很快使土壤中的磷酸盐浓度产生数个数量级差异。磷分布于土壤内不同的“蓄水池”中：1)有机(有效)，2)封闭(吸附)，3)结合(化学结合)。这些水池中的每一个都可渐变成更具腐蚀性的化学物质而释放。一些研究人员(尤其是艾迪特)认为，这些存储池间的比例可提供过去土地使用，甚至是活动年代的信息。
无论采用何种方式将土壤中的磷溶解到溶液中，其检测方法通常都一样，都用到“钼蓝比色”反应，其中颜色的深度与磷浓度成正比。在实验室中，这是用色度计测量的，光线通过标准电池时会产生与光衰减成比例的电流。在考古现场，检测棒应用同样的反应，并将其与彩色图表进行比较。
磷酸盐浓度可绘制在考古平面图上，以显示以前的活动区域，也可用于在更广阔景观中寻找遗址。

### 粒径分析
土壤样本的粒径分布可反映出地层或沉积物堆积的条件，颗粒大小通常通过干、湿筛分(如冰碛物、砾石和沙子等粗样本，有时是更粗的粉砂)或测量样本(细粉砂、黏土)的溶液(例如焦磷酸钠)渗透度变化来分离。在加热灯下，旋转表玻璃可分离极细离散样本中的颗粒。
绘制成的曲线结果图，可用统计方法对颗粒分布和其他参数加以分析。
获得的结果可用作进一步的文化迹象、宏观和微观化石以及其他有趣特征的调查，因此，粒径分析实际上是处理样本时首先要做的事。

### 微量元素检测
地球微量化学元素检测是研究地质材料中并非大量存在的元素丰度，由于这些微量元素的丰度是由形成某类地质物时的特定大型地质活动所决定，因此，它们在分布有相同岩石类型或其他地质物的两处位置间通常是唯一的。
地球考古学家利用地球化学中的微量元素特性来追踪古代获取资源和贸易的模式。例如，研究人员可通过观察黑曜石文物中微量元素的组成对它们进行“指纹识别”，然后，可根据黑曜岩露头的微量元素构成，来确定制作该文物的原料产地。

### 粘土矿物学分析
地质考古学家通过宏观和微观分析研究陶器的矿物特征，并利用这些特征来了解制作这些陶器所用的技术，由此了解哪些生产中心可能制作了这些陶器。还可以利用矿物特性来追踪制作陶器的原材料，找到特定的粘土沉积物。

### 介形类动物分析
淡水体中自然存在的介形类动物会受到人类活动所引起盐度和pH值变化的影响，对沉积物柱中介形类贝壳的分析，显示了农业和居住活动带来的变化。该记录可结合定年技术，以帮助确定人类居住模式和人口迁移的变化。

## 考古地质学
考古地质学一词是“沃纳·卡西格”(Werner Kasig)在1980年所提出，该学科属于地质学的一个子领域，强调地球成分对于人类生命的价值。

## 另请查看
- 矿床模型